# 프로스트펑크
《프로스트펑크》(Frostpunk)는 This War of Mine의 개발사로 유명한 11 비트 스튜디오가 2018년 4월에 출시한 도시 생존형 건설&경영 시뮬레이션 게임이다. 알 수 없는 이유로 지구에 극심한 추위가 찾아오자, 증기기관으로 작동하는 거대한 발전기 겸 보일러 주변으로 사람들이 모여든다. 플레이어의 방침에 따라 도시의 운명과 성장 방향이 달라지기에 잘 생각하며 진행해야 한다. 가상의 빅토리아 시대 영국이 배경으로, 첫 번째 시나리오는 얼어가는 런던을 탈출하여 새로운 도시를 건설하는 피난민들의 이야기, 두 번째 시나리오는 옥스브릿지들의 학자들이 식물 씨앗들을 지키기 위해 고군분투하는 시나리오, 세 번째는 원래 귀족들을 위해 준비된 공간에 먼저 일반인 피난민들이 몰려오고 뒤늦게 귀족들이 찾아오며 벌어지는 계급갈등 시나리오다. 한글지원은 하지 않는다.
이 게임은 2018년 4월 마이크로소프트 윈도우용으로 처음 출시되었으며 이후 2019년 10월 PlayStation 4 및 Xbox One, 2021년 2월 macOS용으로 출시되었다. 이 게임은 출시 후 전반적으로 긍정적인 평가를 받았으며 출시 후 3년 이내에 300만 개 이상 판매되었다. 11 Bit studios는 NetEase Games와 제휴하여 Frostpunk Mobile이라는 iOS 및 Android용 포트를 출시했다. 속편인 프로스트펑크 2(Frostpunk 2)는 2024년에 출시될 예정이다.

## 시나리오

### A New Home(새로운 고향)
프로스트펑크의 메인 시나리오중 가장 먼저 만나볼 수 있는 미션이다. 한파가 몰려와 런던을 떠나 새로운 정착지를 찾는 것이 미션의 핵심 내용이다. 게임 내에 튜토리얼이 존재하지 않기 때문에 어렵게 느껴지지만 남은 두 개의 시나리오 보다는 무난한 난이도를 지닌다.
게임을 진행하다 보면 다른 생존자 피난처인 윈터홈이 망했다는 소식이 들리고 플레이어의 생존자 무리 내에서 런던으로 다시 돌아가겠다는 무리가 생기는데 그들과의 갈등을 잘 해결하는 것이 포인트. 후반부에는 게임속 기온이 계속 떨어지기 시작하고 주변에 흩어져 있던 생존자 무리 및 탐사기능을 통해 발견한 생존자 무리까지 모두 받아들일 수 있는데 클리어에 필수사항은 아니며 클리어시 멘트가 바뀌는 정도의 영향을 준다. 마지막 난민무리인 대다수가 부상자로 되어있는 그룹이 정착지에 도착하면 그후 최저 –150도까지 내려가는 한파를 일주일간 버텨내면 엔딩을 볼 수 있다.

### The Arks(방주)
식물의 종자를 확보하여 추위를 이겨내고 다시 지구를 살려내겠다는 희망을 가진 50여명의 공학자들이 등장한다. 시작시 종자를 보관하고 있는 건물 4개가 주어지는데 이 건물들의 온도를 엔딩까지 일정수준 이상으로 지켜내는 것이 이미션의 핵심이다.
1번이나 3번 미션의 경우 난민들이 계속 추가되어 중반쯤엔 노동력이 남아도는 경우가 생기는데 이 미션의 경우 초반에 주어진 약 50명 가량의 기술자외에는 더 이상의 인원 추가가 발생하지 않는다. 이 게임에는 육체 노동자(worker)와 기술자 (engineer) 두종류의 노동가능 인구가 존재하는데 기술자는 말 그대로 공돌이 이기 때문에 사냥꾼의 집과 같은 곳에 배치가 되지 않는다. 또한 게임 내에서 주변온도가 일정이하로 내려가면 사람들이 질병에 걸릴 가능성이 증가하는데 일단 질병에 걸리면 모든 일에서 제외되고 다 나을 때까지는 사용하지 못한다. 가뜩이나 적은 인구수에 질병으로 열외까지 생기면 초반에 손실이 크다. 따라서 초반에 주어진 핵심자원인 스팀코어를 이용해 오토마톤(automaton)이라는 자동화 기계를 생산해 부족한 노동력을 보충해야한다. 단 이 스팀코어라는 자원은 상당히 귀해 얻기 힘들기 때문에 신중하게 사용해야한다. 테크를 빠르게 올려 오토마톤을 확보하고 나면 그 뒤에는 종자를 보호하는 건물 온도 정도만 신경 써주어도 될 만큼 게임이 편해진다. 기온은 전 시나리오와 달리 –100도 이하까지 내려가는 경우는 없기 때문에 온도관련 테크를 전부타지 않아도 된다.
중후반쯤 정찰을 통해 발견한 마을인 뉴멘체스터에 자원을 바리바리 싸다가 도와주는 미션이 있는데 하지 않아도 무방하다. 이 역시 시나리오1에 난민수용과 같이 엔딩 문구에만 영향을 주기 때문이다. 단, 깨면 도전과제와 성취감이 남는다.

### The Refugees(피난민들)
언뜻보면 시나리오1과 비슷한 듯 하지만, 게임시작 5분이내에 난민이 엄청나게 몰려들어 인구수가 금방 200명을 돌파한다. 때문에 초반 자원관리와 한정된 맵에 후반까지 건물을 효율적으로 배치할 수 있는 심시티가 중요하다.
기본 스토리는 런던 파괴이후 부유층을 싣고 북쪽으로 향하던 선박이 침몰했는데, 평민 계층 생존자들이 먼저 발전기를 장악해 도시를 세웠으나 귀족들도 도시로 향하고 있는 상황. 두 계층간의 갈등을 잘 조율하는 것이 미션의 핵심이라고는 하지만 직접 게임을 하다보면 시도때도 없이 몰려드는 난민무리와 한눈팔면 사라져있는 식량자원, 온도관리에 조금만 소홀하면 환자의 수가 폭발해 불만지수도 같이 폭발하고 플레이어의 혈압도 덤으로 폭발한다. 또한 후반에 귀족계층인 무리까지 전부 다 받아들이게 되면 인구수가 700가까이 된다. 이 때문에 맵에 난민들 거주지 지으랴 기반시설 지으랴 멘탈이 상당히 흔들리는데 이를 위해 초반부터 구획설정을 잘 해놓는 것이 중요하다.
그나마 다행인 점은 초반에 중요자원인 스팀코어를 채취를 통해 얻을 수 있고 –60도 이하의 큰 추위는 찾아 오지 않는다는 점이다. 엔딩은 귀족무리를 다 받고 난 뒤, 불만과 행복지수를 잘 관리해야 볼 수 있다.

## 법률서
이 게임의 핵심적인 시스템으로, 도시의 체제를 정의하는 테크트리 역할을 한다. 게임의 본격적인 시작을 알리는 이벤트 이후 일정 시간마다 경제/사회체제인 적응(Adaptation)과 치안/통제체제인 목적(Purpose) 두 가지 법률서 트리 내에서 법안 하나를 골라 포고할 수 있다. 목적의 경우 최초에 신앙을 기반으로 한 신앙의 길(Path of Faith)과 규율을 통한 질서를 기반으로 한 질서의 길(Path of Order) 중 하나의 트리를 선택하여야만 하며, 게임이 끝날때까지 해당 트리를 따라가게 된다. 이 법률서의 트리를 선택하는 순간 즉시 효과를 발휘하며, 상위 건물을 건설할 수 있도록 만들어 주기도 한다. 그 외에도 선택한 법률과 관련된 이벤트가 지속적으로 발생한다.

### 적응
게임내에서 가장 기본이 되는 법률서이며 가장 기초적인 법들로 구성되어있다. 게임 플레이에 기본이되는 사항들을 조절할 수 있는 법안들이 존재하기 때문에 선택시 신중해야한다.
예를 들어 연장근무나 24시간근무와 같이 worktime 이외에도 일을 할 수 있게 해주는 법안이라던가 부족한 노동력을 위해 아동노동과 같은 법안을 채택 할 수 도있고 식량관리를 위해 일반식이 아닌 스프를 먹게하거나 톱밥을 타는등의 법안을 포고 할 수 도 있다.

### 목적/신앙의 길
시나리오 1에서는 게임 초반부터 사용할 수 없고, 시나리오 2에서는 이미 종자보존이라는 뚜렷한 목적을 가진 상태라 채택이 불가능한 상위 법률서 개념이다. 신앙의 길은 종교계열 트리답게, 희망을 높이고 복지를 증진하는데 특화되어 있다. 채택해서 지을 수 있는 건물이 거의다 희망을 올려주는데 특화되어 있지만 불만을 크게 억제하는 것은 건물에 붙은 액티브 스킬 몇 개를 제외하면 전무하다. 하지만 후반에 신유의 전당을 통해 중요자원인 스팀코어를 사용하지 않고 병원급의 치료효율을 내는 법안들도 존재 하기 때문에 이를 잘 이용해 불만을 관리한다면 게임 진행에 큰 문제는 없다.

### 목적/질서의 길
신앙의 길과 같은 상위 법률서. 신앙의 길을 선택했다면 질서의 길은 선택하지 못한다.
질서의 길은 경찰국가 체제를 표방하면서, 불만억제와 생산성 증가에 뛰어난 효율을 보인다. 반면에 희망의 길과는 반대로 희망관리 능력이라던지 복지관련 능력은 떨어지는 편이다.

## 건물

### 기본 건물들
텐트
가장 기본적인 거주시설. 초반에 지어주지 않으면 사람들이 밤에 병이 쭉쭉 걸려나간다.
합숙소
텐트의 1차 업그레이드 버전. 업그레이드 비용이 부담되지만 후반 테크를 올리면 헐값에 올리는게 가능해진다. 텐트에 비해 방온효과가 높아 한파 레벨이 갑자기 상승한 경우나 중후반을 버티기에 좋다.
주택
텐트의 최종 업그레이드 버전. 엄청 비싸지만 그만큼 값을 하는 건물이다. 테크를 통해 합숙소와 같이 싼값에 업그레이드가 가능하고 단열 레벨을 올릴 수 있다.
아동 보호소
낮시간동안 아동15명을 수용하며 보호한다. 아동보호소 법안을 채택시 지을 수 있으며, 사용시 희망이 약간 상승한다. 후에 의료소나 공방에 효율성을 높여주는 역할을 할 수 있다.
격투장
격투장 법안 채택시 지을 수 있다. 거주지 주변에 건설해 주변 주민들의 불만을 감소시킨다.
주점
주점 법안 채택시 딱 한 개만 지을 수 있다. 주민들의 희망을 올려준다.
공동묘지
공동묘지 법안 채택시 건설 가능하며 시체로 인해 발생하는 불만의 증가나 질병 등을 막아준다.
시체 하치장
시체 하치장 법안 채택시 건설 가능하며 눈으로 시체를 덮어서 질병을 예방하는 방식이다. 따라서 열기가 아예 없는 곳에 지어야 제대로 작동한다.
보건소
가장 기본적인 의료건물이다. 테크를 올려 단열처리를 하지 않으면 기본 단열이 너무 낮아 한파시 거의 사용할 수 없을 정도다. 기본수용 인원은 5명인데 overcrowding 법안 채택시 20명까지 늘일 수 있으나 불만이 증가하게 된다.
병원
보건소의 상위호환 건물이다. 건설시 스팀코어를 잡아먹기 때문에 많이 짓기는 힘들다.
요양원
요양원 법안을 채택하면 건설 가능하다. 치료능력은 없고 중상자와 불구자를 20명까지 수용할 수 있다. 이곳에 입원한 환자는 식량을 절반만 소비한다.
조리실
raw food를 먹을 수 있는 식량으로 조리하는 시설. 법안 채택시 스프나 첨가물(톱밥)이 들어간 음식도 조리가 가능한데 효율이 일반 조리시보다 높으나 불만이 조금씩 쌓인다. 특이하게 제조시설인데 온도가 내려가면 작동하지 않아서 일정 온도를 유지해 주어야한다.
사냥꾼의 오두막
사냥으로 raw food를 얻는 시설. 다른 건물과 다르게 work time이후인 저녁부터 다음날 아침까지 작동하기 때문에 낮동안엔 인원배치를 하지 않다가 저녁시간에 채워 놓으면 노동효율이 올라간다.
사냥꾼의 격납고
사냥꾼의 오두막 업그레이드 버전. 사냥꾼의 오두막보다 두배많은 raw food를 생산한다.
온실
작물을 길러 raw food를 얻는 시설. 건설시 스팀코어가 들어가기 때문에 많은 건설이 힘들고 온도관리가 상당히 까다롭기 때문에 운영난이도가 높다. 건물크기도 커서 심시티할 때 불편하기도 하고 열 전달 범위 맞추는 것 도 까다롭다.
산업용 온실
온실의 업그레이드 버전. 식량생산 건물중 가장 높은 생산량을 보여준다. 하지만 스팀코어라는 희귀자원이 2개나 들어가기 때문에 지을 때 생각을 좀 해야한다.
저장소
기본자원인 석탄/나무/철/식자재/식료품 중 하나를 선택해 최대 수용량을 늘릴수 있다.
채집소
주변에 주어진 기초자원이나 석탄 시추기에서 나오는 자원을 채집할 수 있다. 맨손채취보다 효율이 조금 더 좋으며 단열도 해줘서 초반 약한 한파시 일꾼들이 일하다 병에 걸리는 빈도를 상당히 줄여준다.
석탄 시추기
다른 석탄 생산시설에 비해 생산량이 2배 가까이 되지만, 생산된 석탄을 채집소를 이용해 채취해주어야 한다. 공간효율이 상당히 떨어지며 노동력이 남아돌 때 쓰면 좋은 생산시설이다.
증기 석탄 시추기
석탄 시추기의 업그레이드 버전.
탄광
석탄 광맥 주변에만 건설 가능하다. 보통 석탄 광맥이 맵에 두 개정도 존재하며, 그냥 지어만 놓고 인력을 투입해 놓으면 알아서 캐다가 저장한다. 건설시 스팀코어를 하나 소모한다.
목탄 가마
나무를 태워 석탄을 만드는 시설. 효율은 탄광과 비슷하지만 목재를 소모하기 때문에 나무 생산량이 충분하지 않으면 석탄과 나무 두 개의 자원이 부족에 시달릴 수 있다.
제재소
주변에 떨어져 있는 얼어붙은 나무에서 목재를 채집한다. 얼어붙은 나무는 중반이상 지나가면 거의 다 소멸하기 때문에 적당히 짓고 파는 것이 현명하다.
증기 제재소
제재소의 업그레이드 버전. 중반쯤 쓸모 없어지는데 연구를 해야 지을 수 있으므로 정말 목재가 궁한게 아니면 잘 생각하고 지어야한다.
얼음벽 천공기
맵에 존재하는 특정 장소에만 건설이 가능하다. 건설시 스팀코어가 소모되고 제재소에 비해 효율은 그닥 좋지 않지만 채굴가능한 목재양은 거의 무한에 가깝다. 증기 얼음벽 천공기로 업그레이드 하고 오토마톤 하나 박아놓으면 게임끝날 때까지 어지간하면 목재걱정은 없다.
증기 얼음벽 천공기
얼음벽 천공기 업그레이드 버전. 업그레이드시 스팀코어가 하나 더 필요하다.
진보된 얼음벽 천공기
천공기의 최종 업그레이드 단계. 건설시 무려 스팀코어를 3개나 소모한다.
제철소
벽의 특정지점에 설치해 철을 생산한다. 철강자원은 게임 극초반을 넘기면 항상 필요한 중요자원중 하나이기 때문에 업그레이드 우선순위를 높게 잡아 주는 것이 편하다. 건설시 스팀코어를 소모하지도 않아서 건설 부담도 적다.
증기 제철소
제철소의 업그레이드 버전.
진보된 제철소
제철소의 최종단계. 이거 두 개 지어놓고 오토마톤 박아놓으면 철이 그렇게 부족하다 느끼진 못한다.
작업장
기술연구를 담당하는 시설. 작업장 다수를 건설하면 효율이 증가한다. 첫 번째 작업장은 효율100% 2번째는 30% 3번째는 20% 4번째 이후로는 10%씩 합연산으로 연구속도가 증가하기 때문에 보통 3~4개정도를 운영한다. 연구속도는 게임진행에 있어서 가장 중요한 요소이기 때문에 빠른 연구소 확보와 함께 상황에 따른 테크트리 우선순위를 정해 쉬지 않고 연구를 돌려야한다. 때문에 연장근무는 필수이며 여러개를 지었다면 작업장 하나에 오토마톤을 넣어주자. 밤에도 조금이나마 연구가 돌아가는 것이 꽤나 큰 차이를 만든다.
증기 분배기
동력기에서 생산되는 열기를 주변으로 분배하는 시설. 동력기의 열전달 범위가 풀업그레이드를 해도 맵절반도 못 덮는다. 따라서 이것을 이용해 범위밖에 있는 건물들에도 골고루 열기를 전달 해주어야 한다.
등대
정찰대를 편성하여 도시 외부를 탐험 할 수 있게 해주는 건물이다. 스팀코어는 보통 정찰대를 통해 얻을 수 있으며 부가 이벤트나 추가 물자등을 얻기 위해서 꼭 필요한 건물이다.
전초기지 물류소
outpost team을 소집하고 전초기지를 건설 할 수 있게 해준다. 정찰대를 통해 탐사한 지역에 전초기지를 지을 수 있는 표시가 생긴다. 건설후에는 매일 일정량의 자원을 도시로 배달해준다.
공장
오토마톤과 의수족을 생산할 수 있는 건물이다. 건설시 스팀코어가 소모된다.

### 법률서중 신앙의 길 전용 건물
기도의 집
법률서중 신앙트리를 탄 경우 건설 가능하다. 인근 거주민의 희망을 높이며 재사용대기시간이 2일인 설교라는 스킬을 통해 희망을 높일 수 있다.
사당
도로위에 건설할 수 있으며 주변 건물 근로자의 희망과 작업효율을 약간 올려준다.
대성당
하나만 건설 가능하며 식량을 소모해 희망을 높이고 불만을 낮추는 스킬인 종교행사를 사용할 수 있다.
종교재판소
대성당과 같이 하나만 건설 가능하며 재사용대기시간이 3일인 심야의 심문을 통해 불만을 대폭 낮출 수 있다.
현장식당
식량자원을 소비해 주변 건물의 온도를 1단계 높여주는 역할을 한다. 단 거주지의 온도는 올라가지 않는다.
신유의 전당
신앙의 길 전용 의료시설이다. 종교병원이라고 생각하면 되는데 병원과 같이 중환자 치료가 가능하지만 건설시 스팀코어를 소모하지는 않는다. 또한 테크트리중 병원 단열의 효과도 일반병원과 같이 받기 때문에 진료 효율은 병원에 비해 약간 떨어지지만 아주 쓸만한 건물이다.

### 법률서중 질서의 길 전용 건물
감시탑
5명의 인력이 배치될 수 있으며 주변 거주민들의 희망을 높여준다.
경비초소
감시탑의 업그레이드 버전이다. 주변거주민의 희망을 높이고 불만을 떨어트리며 반대세력을 유혈진압하는 것이 가능해진다.
선전국
하나만 건설 가능하며 희망을 증가시키며 목재를 소비하고 재사용대기시간이 2일인 선전호외 능력을 사용할 수 있다.
더불어 작업장에서 사고사와 같은 일들을 은폐하여 불만이 쌓이지 않게 할 수 있어진다.
감옥
범법자와 불만분자를 15명 수용할 수 있는 건물이다. 수감자들은 식량을 절반만 소모하고 불만 수치가 서서히 낮아진다.
선전탑
도로위에 건설 가능하며 주변에 있는 건물의 작업효율을 증가시킨다.

## 평가
| 평가 |                                     |
| --- | ----------------------------------- |
| 통합 점수 통합사 점수 메타크리틱 PC: 84/100 [ 1 ] PS4: 87/100 [ 2 ] XONE: 84/100 [ 3 ] 평론 점수 평론사 점수 디스트럭토이드 8.5/10 [ 4 ] 유로게이머 Recommended [ 5 ] 게임 인포머 8.75/10 [ 6 ] 게임스팟 9/10 [ 7 ] 하드코어 게이머 4/5 [ 8 ] IGN 9/10 [ 9 ] PC 게이머 (US) 89/100 [ 10 ] PCGamesN 8/10 [ 11 ] 푸시 스퀘어 [ 12 ] 섁뉴스 8/10 [ 13 ] |                                     |
| 통합 점수 |                                     |
| 통합사 | 점수                                |
| 메타크리틱 | PC: 84/100 PS4: 87/100 XONE: 84/100 |
| 평론 점수 |                                     |
| 평론사 | 점수                                |
| 디스트럭토이드 | 8.5/10                              |
| 유로게이머 | Recommended                         |
| 게임 인포머 | 8.75/10                             |
| 게임스팟 | 9/10                                |
| 하드코어 게이머 | 4/5                                 |
| IGN | 9/10                                |
| PC 게이머 (US) | 89/100                              |
| PCGamesN | 8/10                                |
| 푸시 스퀘어 | [ 12 ]                              |
| 섁뉴스 | 8/10                                |